# Tulsa Talons
Die Tulsa Talons waren ein Arena-Football-Team aus Tulsa (Oklahoma), das in der Arena Football League (AFL) und af2 gespielt hat. Die Talons wurden 2000 als Tulsa Talons gegründet und starteten in der Development League der Arena Football League (AFL), in der af2. Sie spielten zehn Jahre in der af2, ehe sie auch an der AFL teilnahmen und schließlich im Jahr 2012 nach San Antonio umzogen und dort als San Antonio Talons spielten. Nach zwei Jahren als San Antonio Talons löste sich das Franchise auf.

## Geschichte

### Tulsa Talons
Die Talons wurden 2000 als Tulsa Talons gegründet und starteten in der Development League der Arena Football League (AFL), der af2, wo sie zehn Jahre spielten.
Die Talons konnten in jeder ihrer af2 Spielzeiten in die Playoffs einziehen. In den ersten beiden Jahren, war aber stets in der ersten Runde Schluss.
2003 erfolgte der bisherige Höhepunkt, als die Talons den ArenaCup gewannen. Am 23. August 2003 setzte man sich gegen die Macon Knights mit 58:40 durch und holte den Titel.
Bis einschließlich 2006 wurden zwar erneut die Playoffs erreicht, eine weitere Finalteilnahme konnte nicht mehr realisiert werden.
2007 krönten sich die Talons erneut zum ArenaCup-Champion. Die Wilkes-Barre/Scranton Pioneers konnten im Finale am 25. August 2007 mit 73:66 bezwungen werden. Es war der zweite Ligatitel in ihrer Geschichte.
Nach weiteren Playoffeinzügen 2008 und 2009 wurde die af2 aufgelöst. So setzten die Talons ihren Spielbetrieb in der Arena Football League (AFL) fort.
Während man in der ersten AFL-Saison 2010 noch die erste Playoffrunde erreichte, wurden diese 2011 zum ersten Mal in Geschichte verpasst. Die schlechteste Saison der Vereinsgeschichte beendete man mit 8 Siegen und 10 Niederlagen.

### San Antonio Talons
Zur Saison 2012 wechselte das Franchise nach San Antonio. Grund dafür waren laut einem Bericht die schlechten Ticketverkäufe.
Die drei Spielzeiten der San Antonio Talons verliefen semi-optimal. Während man 2012 noch die Playoffs erreichte, konnte in den kommenden beiden Spielzeiten nicht daran angeknüpft werden. Nach der Saison 2014 lösten sich die Talons auf.

## Zuschauerentwicklung
| Jahr | Zuschauerdurchschnitt |
| ---- | --------------------- |
| 2000 | 6.627                 |
| 2001 | 5.787                 |
| 2002 | 5.078                 |
| 2003 | 5.234                 |
| 2004 | 5.161                 |
| 2005 | 5.590                 |
| 2006 | 5.150                 |
| 2007 | 5.028                 |
| 2008 | 5.485                 |
| 2009 | 6.504                 |
| 2010 | 6.581                 |
| 2011 | 5.423                 |
| 2012 | 7.321                 |
| 2013 | 7.715                 |
| 2014 | 6.347                 |

## Stadien

### Tulsa Convention Center (2000–2008)
Bis zur Saison 2008 trugen die Talons ihre Heimspiele im 8.900 Zuschauer fassenden Tulsa Convention Center aus.

### BOK Center (2009–2011)
Ab der Saison 2009 bis zu ihrem Umzug nach San Antonio war das BOK Center das Zuhause der Talons. Die erst 2005 erbaute Arena bietet Platz für 16.582 Zuschauer.

### Alamodome (2012–2014)
Nach dem Umzug nach San Antonio spielten die Talons ab 2012 im Alamodome.

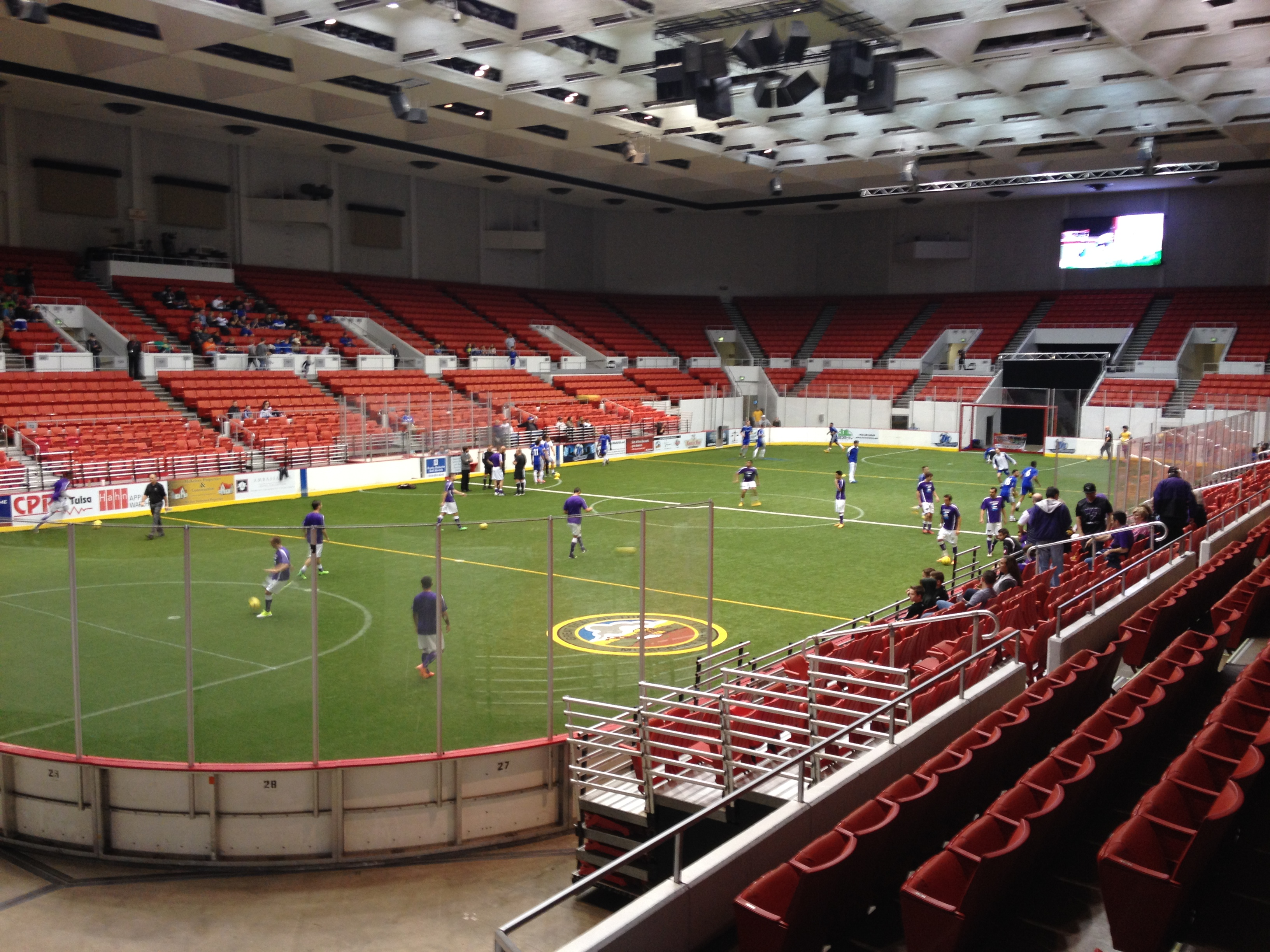
Innenraum des Tulsa Convention Center (heute Cox Business Center)
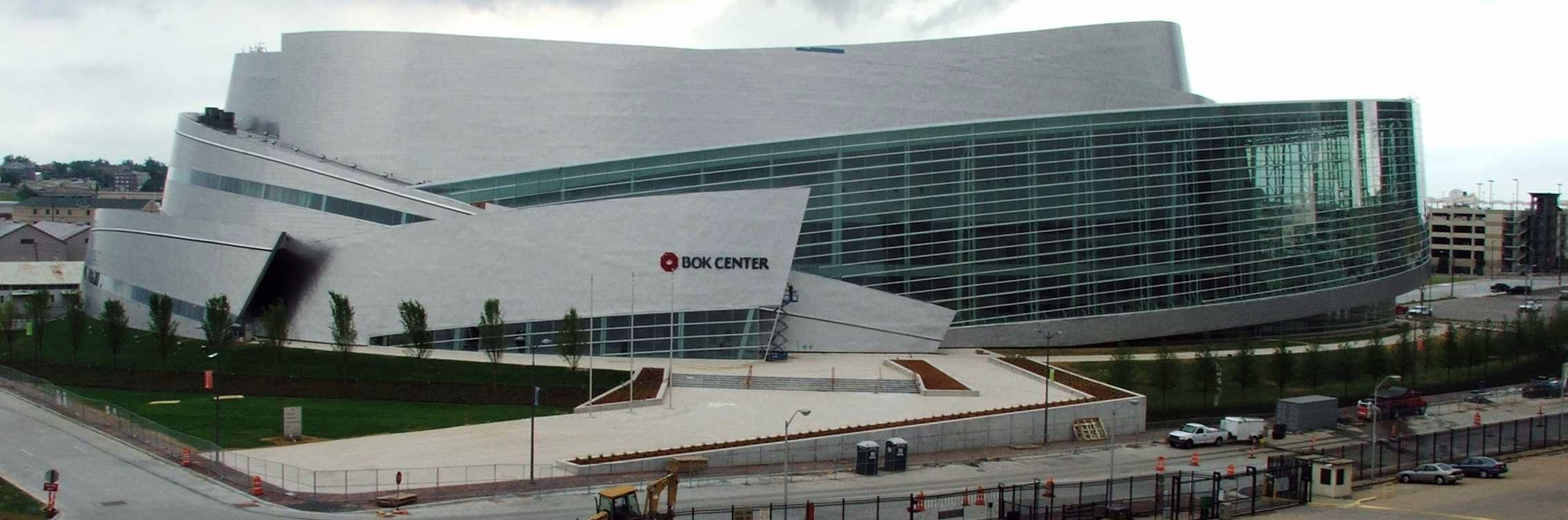
Das BOK Center 2008
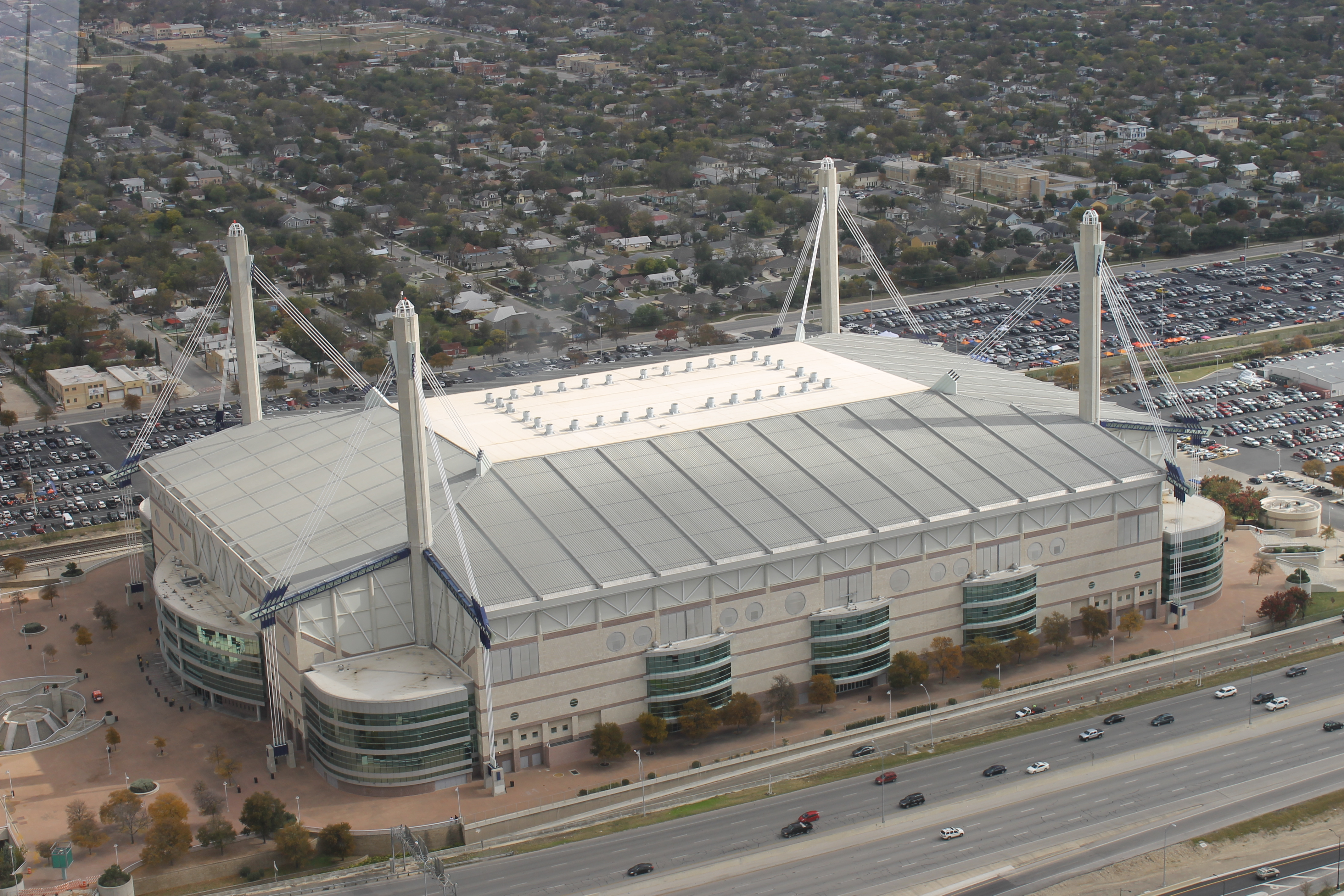
Der Alamodome in San Antonio